# یادگیری تلفیقی
یادگیری تلفیقی (انگلیسی: Blended learning) که به عنوان یادگیری ترکیبی نیز شناخته می‌شود، یک رویکرد آموزشی است که در آن شیوه‌های نوین آموزش بر خط؛ و امکانات آموزش سنتی، با هم تلفیق شده و در خدمت یک هدف مشترک آموزشی قرار می‌گیرند. 
|  |

در این نوع آموزش، حضور جسمی آموزگار و دانش‌آموز هر دو لازم است. در عین حال عواملی مانند مکان و زمان و مسیر و آهنگ آموزش، تا حدودی در اختیار دانش‌آموز است.

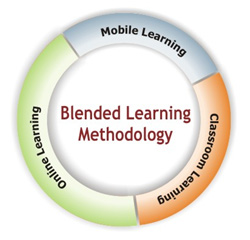
روش شناسی یادگیری تلفیقی

دانش آموز ضمن حضور در ساختمان آجری مدرسه و ارتباط مستقیم با آموزگار، از محتوای آموزشی که توسط رایانه از مکانی دیگر منتقل‌می‌شود، بهره برده و از دیگر خدمات آموزشی رایانه برخوردار می‌گردد. از این نوع خدمات در آموزش و تمرین و افزایش مهارتهای شغلی و حرفه ای نیز استفاده می‌شود.
از آنجایی که یادگیری تلفیقی، در هر موردی تا حد زیادی وابسته به زمینه و ارتباطات خاص آن مورد است، ارائه یک تعریف قاطع جهانی که همه موارد را پوشش دهد، مشکل است. به ادعای پاره ای از گزارش‌ها، فقدان وجود یک تعریف قاطع و مورد اجماع جهانی، به نوبه خود، موانعی در راه تحقیق میزان اثربخشی یادگیری تلفیقی به وجود آورده‌است.
طبق یک مطالعه سال ۲۰۱۳م، که بارها مورد نقل قول قرار گرفته‌است،
یادگیری تلفیقی، به عنوان ترکیبی از آموزش حضوری و غیرحضوری از طریق انتقال و تحویل معلومات توسط شبکه ارتباطی رایانه ای تعریف شده که در آن نقش سهم رایانه، نه تنها تکمیلی، بلکه بیشتر جایگزینی حضور جسمی معلم است.
علاوه بر این، یک گزارش مطالعاتی جامع و مستند
فراتحلیلی که در سال ۲۰۱۵م، با نگاهی به پیشینه یادگیری تلفیقی و با تأکید بر جدایی آموزگار و دانش آموز در شیوه آموزش غیرحضوری، تنظیم شده به مقایسه یادگیری تلفیقی و آموزش سنتی و آموزش غیرحضوری استوار به فناوری‌های نوین، پرداخته و  نتیجه می‌گیرد که تمام یافته‌های مطالعاتی موجود، حاکی بر بازدهی بیشتر یادگیری تلفیقی از هر دو نوع دیگر است.
یادگیری تلفیقی، در پاره ای از موارد هم ارز با آموزش خصوصی و آموزش ویژه تلقی‌می‌شود.

## اصطلاح‌شناسی
اصطلاحاتی نظیر یادگیری تلفیقی، آموزش ترکیبی، آموزش به واسطه فناوری، آموزش تقویت شده و یا پیشرفتهٔ شبکهٔ ارتباطی، یا آموزش در حالت گزینهٔ مخلوط و غیره، همگی در ادبیات پژوهشی استفاده شده و معنی کم و بیش واحدی را می‌پوشانند.
هر چند مفهومی که در پس اصطلاح یادگیری تلفیقی وجود دارد اولین بار در سالهای دهه ۱۹۶۰م، متولد شد و رشد کرد، اما تا اواخر دهه ۱۹۹۰م، هیچ تعریف رسمی از آن شکل نگرفت. یکی از اولین تعاریف کاربردی از این مفهوم، در سال ۱۹۹۹م، در یک آگهی تجارتی در ارتباط با تغییر نام یک مؤسسه آموزشی مستقر در آتلانتا در مطبوعات ظاهر شد. در این آگهی قید شده بود که شرکت مزبور در حال حاضر ۲۲۰ دوره آموزشی آنلاین را برگزار می‌کند، اما در نظر دارد به زودی از تجهیزات شبکه ارتباطی برای برگزاری دوره‌های آموزشی تلفیقی، طبق اسلوب شرکت، بهره‌برداری کند.
اصطلاح یادگیری تلفیقی یا ترکیبی، در بدو امر مبهم بود؛ و طیف گسترده‌ای از فناوری‌ها و انواع روشهای آموزشی و ترکیبهای مختلف بین آنها را در بر می کرفت و در نمونه‌هایی اصولاً از فناوری، اثر چندانی وجود نداشت. تا آنکه در سال ۲۰۰۶م، با انتشار نخستین کتاب راهنمای یادگیری تلفیقی توسط بونک و گراهام، این اصطلاح تبلور بیشتری یافت. گراهام، گستردگی این اصطلاح را مورد بحث قرار داد و ابهام در مفاهیم آن را به چالش کشید. وی نظام آموزشی تلفیقی را نظامی تعریف کرد که در آن، آموزش حضوری و آموزش به واسطه رایانه، در کنار هم به کار گرفته می‌شوند.در گزارشی که پژوهشگر نورم فریسن، تحت عنوان «تعریف یادگیری تلفیقی» منتشر کرد، خاطر نشان نمود که در حال حاضر یادگیری تلفیقی، شامل طیفی مرکب از امکانات شبکهٔ ارتباطی و آموزش سنتی است که پیوسته، به حضور جسمی معلم نیازدارد.
باید توجه داشت که در یادگیری ترکیبی شاهد ترکیب پویای دوره حضوری و مجازی و ترکیب همزمان قابلیت های آموزش آنلاین و آفلاین هستیم . در کنار این اصطلاحات یادگیری هیبریدی نیز مطرح می شود که تفاوت آن با یادگیری ترکیبی این است که در آن ابتدا یکی از دوره ها اعم از حضوری یا مجازی آغاز و سپس به اتمام می رسد و پس از آن دوره بعدی شروع می‌شود.

## تاریخچه

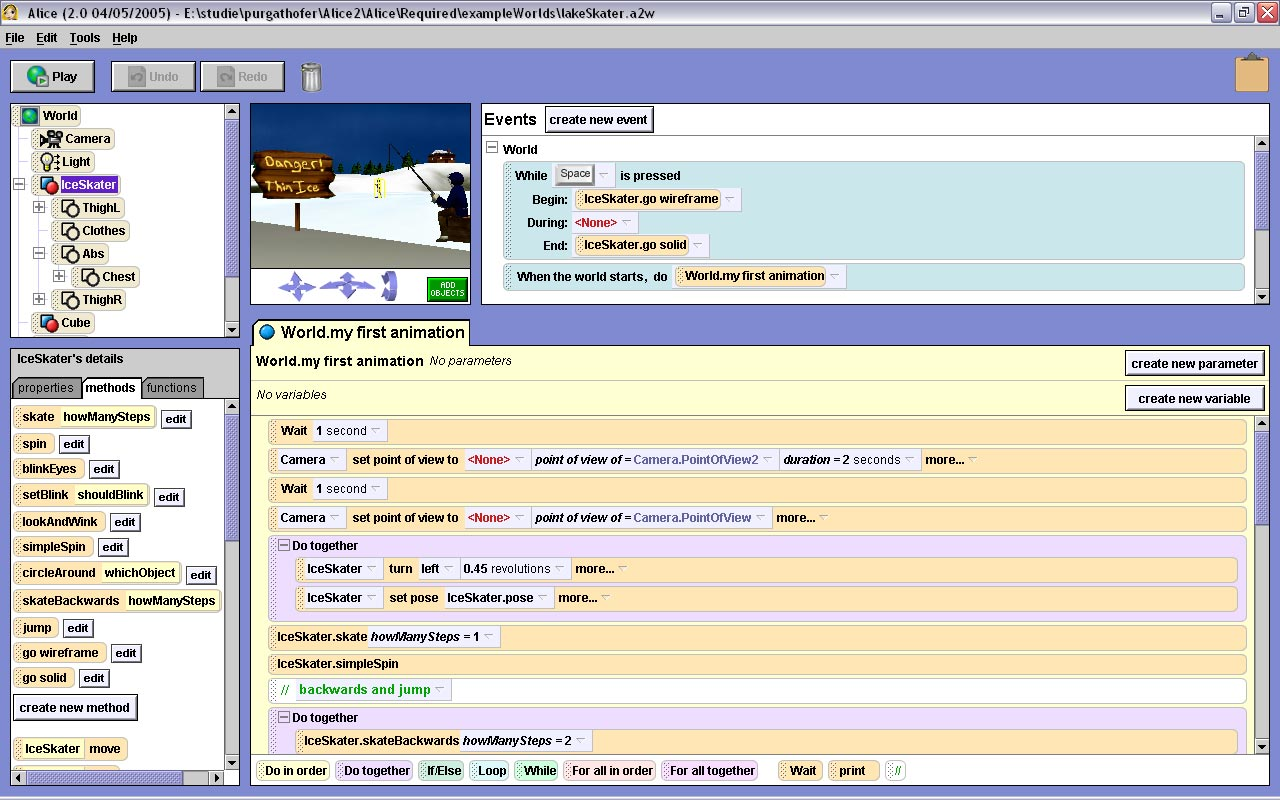
تصویری از یک برنامه قدیمی واژگان انگلیسی بر صفحه رایانه

آموزش مبتنی بر فناوری، به عنوان جایگزینی برای آموزش رایانه‌های بزرگ مؤسسات و رایانه‌های کوچک شخصی، توسط مربی، در دهه ۱۹۶۰م، پدیدار شد. مزیت عمده یادگیری تلفیقی گستردگی ابعاد است. چرا که در این روش یک مربی با استفاده از ابزار فنی، قادر است، تعداد زیادی دانش آموز را همزمان، آموزش‌دهد.
یک مثال در این مورد، سامانه «منطق طراحی شده تدریس خودکار» است که توسط دانشگاه ایلینوی و یک شرکت آماری، تکامل یافته‌است. این سامانه، به خصوص دارای یک سابقه دیرین در نوآوری بود و یکسری دوره‌های آموزشی از مبتدی تا عالی را عرضه می‌کرد. آموزش
مبتنی بر بزرگ‌رایانه، دارای یکسری محدودیتهای ارتباطی بود و از اینرو در سال ۱۹۷۰م، توسط فیلم‌های ویدئوی زنده، جایگزین شد. مزیت این جایگزینی، ایجاد خدمات آموزشی برای افرادی بود که مهارت استفاده از رایانه‌های پیچیده را نداشتند و اما عیب آن هزینه بالایش بود.
در اوایل دهه ۱۹۹۰م، سی‌دی-رام، شکل غالب آموزش مبتنی بر فناوری، شد، زیرا پهنای باند توسط مودم‌های ۵۶k برای حمایت از کیفیت بالای تصویر و صدا کافی نبود. محدودیت سی‌دی-رام، در پیگیری تکمیل دوره آموزشی و تحلیل میزان بازدهی، آشکار شد؛ بنابراین شیوه‌های مختلف مدیریت آموزش به منظور تکمیل دوره‌های آموزش پیشرفته، و تحلیل میزان بازدهی، به کار گرفته شدند.
صنایع هوانوردی به خصوص تا درجه زیادی از این شیوه‌ها برای کشف
آمار و ردیابی علل میزان موفقیت، شکست و طول زمان صرف شده، بهره بردند. کمیته آموزش هوانوردی با استفاده از رایانه، در سال ۱۹۸۸م، تشکیل شد و شرکتهایی مانند بوئینگ، از سی‌دی-رام برای آموزش کادر حرفه ای خود، بهره‌برداری کردند.
آموزش و یادگیری تلفیقی نوین، از طریق شبکه ارتباطی جهانی به صورت بر خط عرضه می‌شود. با این حال درصورت نیاز و تشخیص مدیریت آموزشی و تناسب استانداردهای یک مؤسسه آموزشی، سی‌دی-رام، نیز هنوز قابل استفاده است. نمونه ای از خدمات آموزشی تلفیقی، وبکست و ویدیوهای آموزشی زنده یا ضبط شده‌ای است که در کلاس‌های درس به نمایش گذاشته می‌شوند.

###### یادداشت
1. ↑   Bonk, C.J. & Graham, C.R. (2006). The handbook of blended learning environments: Global perspectives, local designs. San Francisco: Jossey‐Bass/Pfeiffer. p. 5.